# Juni-Boötiden
De Juni-Boötiden is een meteorenzwerm die voorkomt tussen 26 juni en 2 juli.
Gedurende het jaar is er slechts een zwakke activiteit van ongeveer 1 of 2 Zenithal hourly rate (ZHR). Alhoewel er soms een uitbarsting is, zoals in 1916, waardoor men deze nog onbekende meteorenzwerm waarnam.  
De meest recente uitbarsting van 1998 bereikte een ZHR van 100. De meteorenzwerm doet zich voor als de aarde de baan van  de komeet 7P/Pons-Winnecke, die een omlooptijd heeft van 6,37 jaar.
Het hoogtepunt van de zwerm is rond 27 juni. 